# 잉가이보네스족
잉가이보네스(라틴어: Ingaevones) 또는 잉그바이오네스(라틴어: Ingvaeones)는 고대 게르만족의 문화적 하위 집단으로, 주로 게르마니아 북부, 북해 연안에 살던 이들을 가리켰다.
이들의 이름은 고대 로마의 기록에서 크게 2가지 형태로 전해지는데, 하나는 타키투스가 기록한 "잉가이보네스"(Ingaeuones)이고 하나는 대플리니우스가 기록한 "잉그바이오네스"(Inguaeones)이다. 이 말의 어원은 나중의 노르드인의 신화에 등장하는 잉그비(Yngvi)와 연관된 것으로 보이므로, 학자들은 후자의 명칭이 더 원래의 형태일 것으로 추측한다.

## 같이 보기
- 앵글로색슨족
- 북해 게르만어(잉가이보네스 게르만어)